# Ludwig Justi

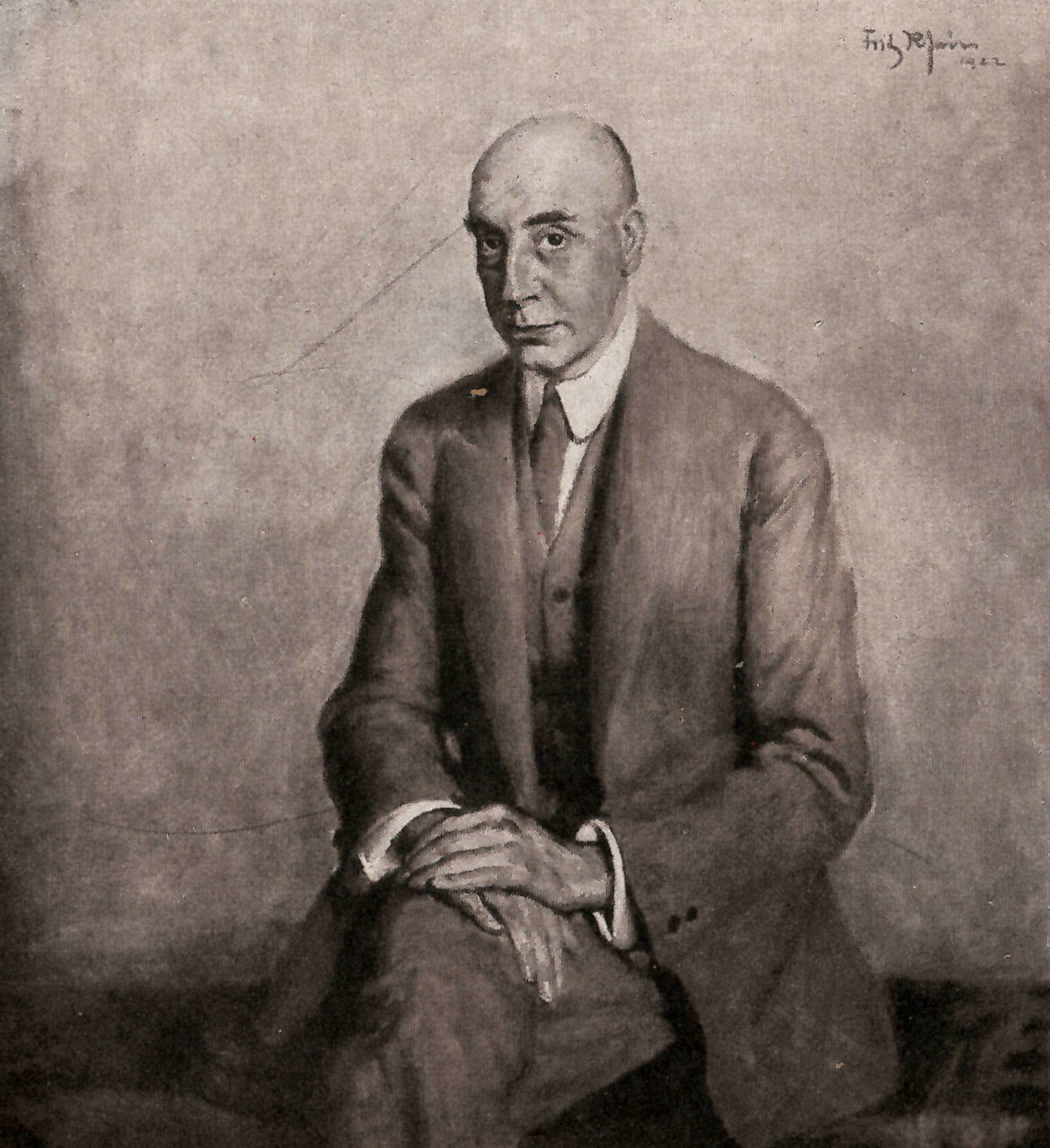
Ludwig Justi

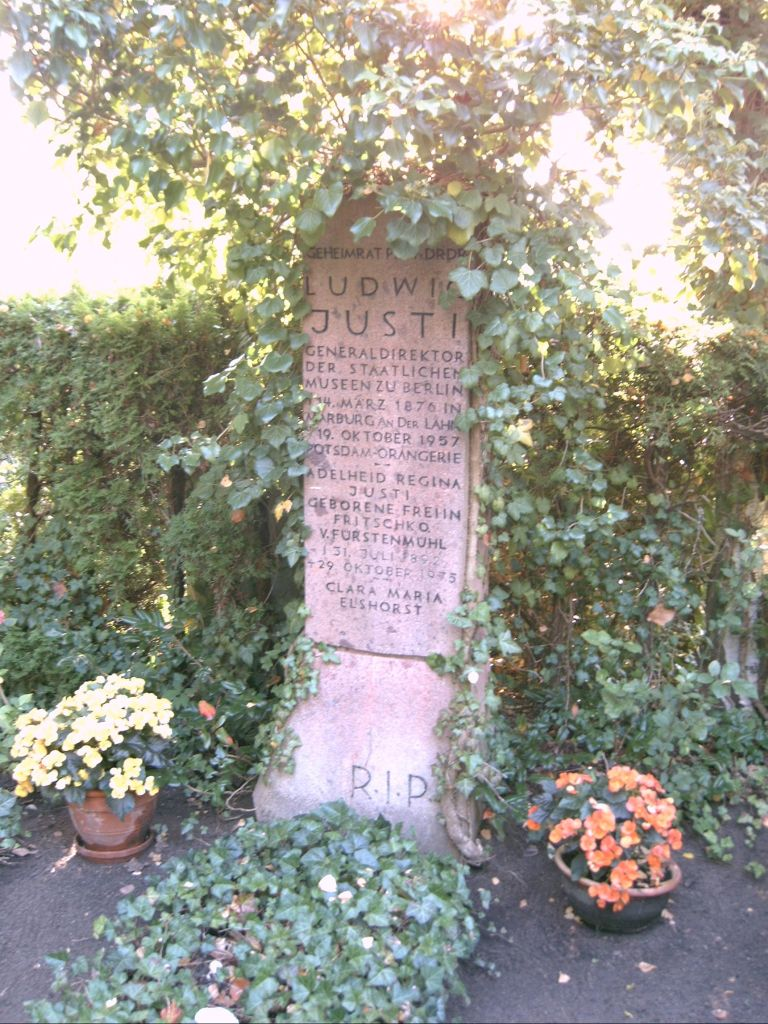
Ludwig Justis grav.

Ludwig Justi, född den 14 mars 1876 i Marburg, död den 19 oktober 1957 i Potsdam, var en tysk konstforskare och museiman, son till Ferdinand Justi, brorson till Carl Justi, bror till Karl Justi och farbror till Eduard Justi.
Justi blev filosofie doktor i Bonn 1898, professor i Halle 1904, föreståndare för Städelska konstinstitutet i Frankfurt samma år, ständig sekreterare i Berlins konstakademi 1905, då Swarzenski blev hans efterträdare i Frankfurt, och föreståndare för Nationalgalleriet i Berlin 1909. Han efterträdde i sistnämnda befattning Tschudi och fortsatte förtjänstfullt dennes verksamhet som galleriets reformator. Bland hans konsthistoriska arbeten märks Jacobo de Barbari und Albrecht Dürer (1898) och Giorgione (2 delar, 1908).